# Валь-д'Аррі
Валь-д'Аррі (фр. Val d'Arry) — муніципалітет у Франції, у регіоні Нижня Нормандія, департамент Кальвадос. Валь-д'Аррі утворено 1 січня 2017 року шляхом злиття муніципалітетів Ле-Лошер, Нуає-Міссі i Турне-сюр-Одон. Адміністративним центром муніципалітету є Нуає-Міссі. Населення — 2420 осіб (01.01.2021).